# Sydkorea i olympiska vinterspelen 1984
Sydkorea deltog med 15 deltagare vid de olympiska vinterspelen 1984 i Sarajevo. Ingen av landets deltagare erövrade någon medalj.